# کلیسای جامع قدیمی سنت پل
کلیسای جامع قدیمی سنت پل، کلیسای جامع شهر لندن بود که تا زمان آتش‌سوزی سال ۱۶۶۶ در محل حال حاضر کلیسای جامع جدید سنت پل ایستاده بود. از سال ۱۰۸۷ تا ۱۳۱۴ ساخته شد و به سنت پل اختصاص داده شد، این کلیسای جامع شاید چهارمین کلیسا در لودگیت هیل بود.
کار در کلیسای جامع پس از یک آتش‌سوزی در ۱۰۸۷ شروع شد. کار بیش از ۲۰۰ سال طول کشید و در سال ۱۱۳۵ با آتش‌سوزی دیگری به تعویق افتاد. کلیسا در سال ۱۲۴۰ دست‌گذاری شد، در سال ۱۲۵۶ و دوباره در اوایل دهه ۱۳۰۰ گسترش یافت. با تکمیل سازه در اواسط دهه ۱۳۰۰ کلیسای جامع یکی از طولانی‌ترین کلیساهای جهان بود، یکی از بلندترین گلدسته‌ها و برخی از بهترین شیشه‌های رنگی را دارا بود.
حضور حرم سنت ارکنوالد کلیسای جامع را به مکانی برای زیارت تبدیل کرد. علاوه بر خدمت به عنوان جایگاه اسقف لندن، این ساختمان با راهرو شبستان خود، «پیاده روی پل»، به عنوان یک مرکز اجتماعی شهرت پیدا کرد، و به عنوان یک مرکز کسب و کار و یک محل برای شنیدن شایعات بی اساس در لندن شناخته شده بود. پس از اصلاحات، منبر فضای باز در حیاط کلیسا، صلیب سنت پل، محل موعظه انجیلی رادیکال و کتابفروشی پروتستان شد.
کلیسای جامع در اوایل دهه ۱۶۰۰ در حال افت شدید ساختاری بود. کار مرمت شروع شده توسط اینیگو جونز در دهه ۱۶۲۰ به‌طور موقت در طول جنگ داخلی انگلیس (۱۶۴۲–۱۶۵۱) متوقف شد. در ۱۶۶۶، هنگامی که کلیسای جامع در آتش‌سوزی بزرگ لندن ویران شد، ترمیم بیشتر تحت نظر سر کریستوفر رن در حال انجام بود. در این مرحله کلیسا تخریب شد و کلیسای جامع فعلی در محل ساخته شد.